# Jean Cavignac
Jean Cavignac, né le 28 août 1938 à Périssac en France et mort le 14 juillet 1989 à Bordeaux, est un archiviste et historien français.

## Biographie
Après des études de lettres et à l’École des chartes, il soutient, en 1986, une thèse de doctorat ès lettres sur La Communauté israélite de Bordeaux aux XVIIIe et XIXe siècle.
Conservateur aux Archives départementales de la Gironde, à Bordeaux de 1962 à sa mort, il est secrétaire général de l’Académie Montesquieu, trésorier de la Société des écrivains d’Aquitaine, correspondant de l’Institut d'histoire du temps présent.
En 1969, il fonde l’Institut aquitain d’études sociales (IAES), centre de recherche sociale pour la région, souhaité par l'Institut français d'histoire sociale. Il travaille essentiellement sur le mouvement ouvrier en Aquitaine et sur l’étude des Juifs de Bordeaux.
C'est grâce aux archives qu'il a identifiées et classées que put être recherchée par la justice la responsabilité de Maurice Papon dans la déportation des juifs de Gironde.

## Publications
- Documents pour servir au commerce colonial bordelais au XVIIIe siècle : documents de la Chambre de commerce de Guyenne, 1992.
- Les Israélites bordelais de 1780 à 1850 autour de l’émancipation  (résumé), Paris, Publisud, 1991, 463 p. (présentation en ligne)
- Les relations entre Bordeaux et les États-Unis, de la guerre de Sept Ans à la fin de l'Empire, 1988.
- Dictionnaire du judaïsme bordelais aux XVIIIe et XIXe siècles : biographies, généalogies, professions et institutions, Archives départementales de la Gironde, 1987, 306 p. (lire en ligne)
- L'immigration des Juifs portugais à Bordeaux au XVIIIe siècle, 1987.
- Grands notables du Premier Empire : notices de biographie sociale, 1986 (avec Jean Valette, Louis Bergeron, Guy Chaussinand-Nogaret).
- Les Vingt-Cinq Familles : les négociants à Bordeaux sous Louis-Philippe, 1985.
- L'apport des Israélites bordelais aux arts et lettres au cours du XIXe siècle, 1985.
- Les Juifs sépharades de Bordeaux : assimilation et émancipation dans la France révolutionnaire et impériale, 1984.
- Les jurades de Sainte-Foy-la-Grande, 1983.
- Fonds de l'Hôtel des monnaies de Bordeaux, 1980.
- Un épisode de la crise des subsistances de 1773 : l'émeute de Casteljaloux, 1973.
- Les Protestants de Castillon sous l'Ancien Régime, 1972.
- Le mouvement ouvrier en Gironde, 1870-1939, 1971.
- Les Cabarrus, négociants de Bordeaux (1755-1829), 1970.
- Les Espagnols en Gironde en 1964, 1970.
- La vigne en Haut-Médoc au XVIe siècle, 1970.
- Études sur Montesquieu, 1970.
- Jean Pellet, commerçant de gros, 1694-1772 : contribution à l'étude du négoce bordelais du XVIIe siècle  (Notice bibliographique) (Thèse à l’Ecole pratique des Hautes Etudes), 1967, 406 p. (présentation en ligne)